# Keeseville
Keeseville es una villa ubicada en los condados de Clinton y Essex en el estado estadounidense de Nueva York. En el año 2000 tenía una población de 1,850 habitantes y una densidad poblacional de 612 personas por km².

## Geografía
Keeseville se encuentra ubicada en las coordenadas 44°30′13″N 73°28′52″O / 44.50361, -73.48111.

## Demografía
Según la Oficina del Censo en 2000 los ingresos medios por hogar en la localidad eran de $32,813, y los ingresos medios por familia eran $36,181. Los hombres tenían unos ingresos medios de $28,229 frente a los $21,500 para las mujeres. La renta per cápita para la localidad era de $13,939. Alrededor del 15.3% de la población estaban por debajo del umbral de pobreza.